# 非直谓性
一个数学定义是非直谓性的，如果它依赖于一个事物的集合，至少其中之一是它自身所定义的事物。换句话说，定义是自引用的。
罗素悖论是著名的非直谓性构造：“不包含自身作为成员的所有集合的集合”。悖论是这种集合是否包含自身——如果包含则根据它的定义它应当不是，而如果不是则根据它的定义它应当是。
但是，著名的数学家拉姆齐争论说，非直谓性定义是绝对需要的。例如，「屋子里最高的人」是非直谓性的，因为它依赖于某個包含其本身的集合，也就是在屋子中所有人的集合。对于数学，一个非直谓性定义是一个集合中最小元素，它被形式定义为：{\displaystyle y=\min(X)} 当且仅当 {\displaystyle y\in X}，且对于 {\displaystyle X} 的所有元素 {\displaystyle x}，有 {\displaystyle y} 小于等于 {\displaystyle x}。 